# Norbanus africanus
Norbanus africanus är en stekelart som beskrevs av Subba Rao 1973. Norbanus africanus ingår i släktet Norbanus och familjen puppglanssteklar.
Artens utbredningsområde är Malawi. Inga underarter finns listade i Catalogue of Life.